# 日活ロマンポルノ出演者一覧
日活ロマンポルノ出演者一覧（にっかつろまんぽるのしゅつえんしゃいちらん）は、1971年から1988年の間に制作された日活ロマンポルノ全作品の出演者の一覧である。
主演作品がある、または出演が多い俳優を主に記載する。また、ゲスト扱い、1～2本の話題作にしか出演していない人物は、レギュラー出演者と区別するために分けて記載する。

## 女優

### ロマンポルノ（レギュラー出演者）
- 愛染恭子
- 青木琴美
- 青木ひろみ
- 赤坂麗
- 亜湖
- 朝比奈順子
- 朝吹ケイト
- 麻吹淳子
- 浅見美那
- 飛鳥裕子
- 東てる美
- 麻生うさぎ
- 麻生かおり
- 荒砂ゆき
- 安西エリ
- イヴ
- 伊佐山ひろ子
- 泉じゅん
- 一条さゆり
- 伊藤京子
- 伊藤幸子
- 井上麻衣
- 江崎和代
- 絵沢萌子
- 衣麻遼子
- 太田あや子
- 大谷麻知子
- 丘奈保美（丘ナオミ）
- 岡本かおり
- 岡本麗
- 小川亜佐美
- 小川節子
- 小川美那子
- 小川より子
- 小田かおる
- 折口亜矢
- 風間舞子
- 風祭ゆき
- 片桐夕子（五月由美）
- 桂たまき
- 鹿沼えり
- 加山麗子
- 川村真樹
- 川奈忍
- 北原ちあき
- 北原理絵
- 木築沙絵子
- 清里めぐみ
- 倉吉朝子
- 栗田洋子
- 黒木玲奈
- 黒沢のり子
- 小泉ゆき
- 梢ひとみ
- 橘田良江
- 志麻いづみ
- 志水季里子
- 城源寺くるみ
- 白川和子
- 親王塚貴子
- 杉田かおり
- 杉原光輪子
- 芹明香
- 高樹陽子
- 高倉美貴
- 滝川真子
- 滝優子
- 田口久美
- 田中こずえ
- 田中真理
- 橘雪子
- 谷ナオミ
- 谷川みゆき
- 寺島まゆみ
- 中川梨絵
- 中島葵
- 永島暎子
- 波乃ひろみ
- 南条マキ
- 仁科まり子
- 二条朱実
- 野平ゆき
- 萩尾なおみ
- 花柳幻舟
- 速水典子
- 原悦子
- 日向明子
- 日野繭子
- 平瀬りえ
- 船山美奈
- 真咲乱
- 前川麻子
- 松川ナミ
- 松田暎子
- 松永てるほ
- マリア茉莉
- 三崎奈美
- 水木薫
- 水島美奈子
- 水島裕子
- 水原ゆう紀
- 美田陽子
- 美保純
- 宮井えりな
- 宮下順子
- 室井滋
- 望月真美
- 森下愛子
- 森村陽子
- 八城夏子
- 柳美希
- 八並映子
- 山口美也子
- 山口千枝
- 山科ゆり
- 山本奈津子
- 乱孝寿
- 渡辺とく子
- 渡辺良子

### 話題作出演者
- 藍とも子
- 天地真理
- 宇津宮雅代
- 高橋惠子（関根恵子）
- 森田日記
- 春やすこ
- 木村理恵
- 竹井みどり
- 児島美ゆき
- 松本ちえこ
- 真木洋子
- 黛ジュン
- 早乙女愛
- 大塚良重
- 五月みどり
- 大信田礼子
- 高橋ひとみ
- 三東ルシア
- 小松みどり
- 小森みちこ
- 今陽子
- 松居一代
- 青地公美
- 可愛かずみ
- 畑中葉子
- 新藤恵美
- 高沢順子
- 高瀬春奈
- 大谷直子
- 高田美和
- 高村ルナ
- 中村晃子
- 奈美悦子
- 蜷川有紀
- 田坂都
- 竹田かほり
- 西脇美智子
- 伊藤咲子
- 横須賀昌美
- 池波志乃
- 五十嵐夕紀

## 男優

### ロマンポルノ及び日活配給ピンク映画出演者[1]
- 井上博一
- 宇南山宏
- 江藤漢斉（江藤漢）
- 江角英明
- 大杉漣
- 快楽亭ブラック
- 片桐竜次
- 風間杜夫
- 片岡五郎
- 蟹江敬三
- 金田明夫
- 河原さぶ（河原裕昌）
- 山本昌平
- 北見敏之
- 桑山正一
- 草薙幸二郎
- 草薙良一
- 久保新二
- 小松方正
- 坂本長利
- 児玉謙次
- 三遊亭鳳楽（三遊亭楽松）
- 椎谷建治
- 島村謙次
- 笑福亭鶴光
- 高木均
- 高橋明
- 竹中直人
- たこ八郎
- 橘家二三蔵
- 谷本一
- 田山涼成
- 丹古母鬼馬二
- 千葉繁
- 殿山泰司
- 内藤剛志
- 中根徹
- 中丸新将（中丸信）
- 成瀬昌彦
- 名和宏
- 南城竜也
- 花上晃
- 浜口竜哉
- 林ゆたか
- 廣瀬昌亮
- 古尾谷雅人
- 本田博太郎
- 真家宏満（元「ジャニーズ」リーダー・真家ひろみ）
- 前野霜一郎
- 益富信孝
- 三上寛
- 三谷昇
- 森塚敏
- 矢崎滋
- 山路和弘
- 山谷初男
- 吉澤健
- 吉原正皓
- 鈴々舎馬風
- 山下洵一郎

### 話題作やゲスト出演者
- 梅宮辰夫
- 菅原文太
- 石原裕次郎
- 立川談志
- 荒木一郎
- 石橋蓮司
- 伊藤克信
- 内田裕也
- 寺田農
- 青空はるお
- 赤塚不二夫
- タモリ
- 高橋長英
- 地井武男
- 中村嘉葎雄
- なかにし礼
- 柄本明
- 高田純次
- 岡田英次
- 河原崎建三
- 観世栄夫
- 宮脇康之
- 夏木陽介
- 毒蝮三太夫
- 戸浦六宏
- 所ジョージ